# Mesophlebotomites hennigi
Mesophlebotomites hennigi är en tvåvingeart som beskrevs av Azar , Nel, Solignac, Paicheler och Philippe Bouchet 1999. Mesophlebotomites hennigi ingår i släktet Mesophlebotomites och familjen fjärilsmyggor.
Artens utbredningsområde är Libanon. Inga underarter finns listade i Catalogue of Life.